# Munjuku Nguvauva II.
Munjuku Nguvauva II., offiziell Munjuku II Nguvauva (* 1. Januar 1923 in Maun, Botswana; † 16. Januar 2008 in Windhoek, Namibia), war ein traditioneller Führer des Stammesgruppe der Ovambo und Herero, ehemals Mbanderu, in Namibia.
Nguvauva war der Urenkel von Kahimemua Nguvauva, einem Führer des Stammes der Ovambanderu, der 1896 im Kampf gegen die deutsche Kolonialregierung ermordet wurde. Munjuku Nguvauva siedelte 1951 mit seiner Familie von Botswana nach Namibia um und wurde als Mbanderu-Chef bestimmt. Er war zudem Vizevorsitzender des Rates der traditionellen Führer von Namibia.
Er starb an den Folgen mehrerer Schlaganfälle. Er wurde mit einem Staatsbegräbnis beerdigt.